# Сосна гімалайська
Сосна гімалайська (Pinus wallichiana) — це гірський вид сосни роду сосна родини соснових.

## Опис

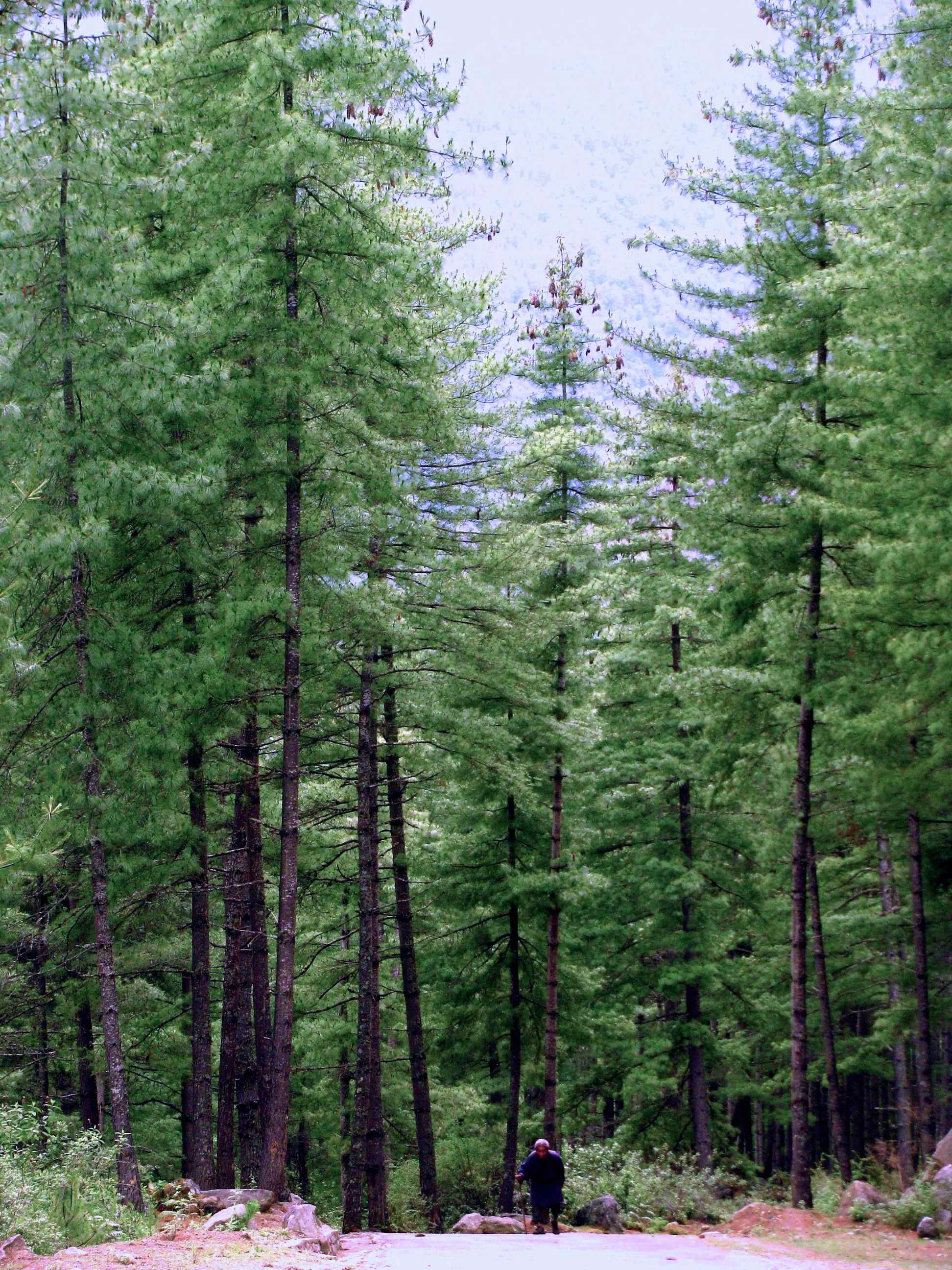

Це дерево 30–50 м заввишки. Воно росте в помірному кліматі з сухою зимою і вологим літом.
Це дерево часто називають «бутанська сосна» (не плутати з недавно описаним Pinus bhutanica, близькоспорідненим видом).
Хвоїнки зібрані по п'ять у пучку і 12–18 см в довжину. Вони відзначаються гнучкістю по всій довжині, густотою і витонченістю. Шишки довгі, 16–32 см, жовті при дозріванні, після достигання з тонкими лусочками; насіння довжиною 5–6 мм, крила 20–30 мм.

## Поширення
Вона росте в Гімалаях, Каракорумі і горах Гіндукушу, поширена від східного Афганістану на схід через північний Пакистан і в Індію, та в провінцію Юньнань на південному заході Китаю. Росте на великих висотах в гірських долинах на висоті 1800–4300 м (рідкісні за висоті 1200 м).
Країни зростання: Афганістан, Бутан, Китай (Тибет, Юньнань), Індії (Ассам, Хімачал-Прадеш, Джамму й Кашмір, Уттар-Прадеш), Непал, Пакистан.